# Тартиф (представа Игора Вука Торбице)
Тартиф је позоришна представа коју је режирао и адаптирао Игор Вук Торбица, чији је представа ауторски пројекат.
Премијерно приказивање било је 8. фебруара 2019. у Народног позоришта у Сомбору и потом 19. фебруара у Српском народном позоришту 2019. године.
Представа је копродукција Народног позоришта у Београду и Народног позоришта у Сомбору.
Крајем октобра 2021. представа је изведена по 50. пут.

## Тема
„Тартиф” је савремена интепретација класика француске и светске књижевности.
Радња комада је смештен у српско друштво и испитује тему друштвеног лицемерја и лажи унутар заједнице, кроз представљање комплексне породичне приче.
Слепо веровање демагошком вођи и грађанска послушност породици чији су чланови главни ликови представе не доноси ништа добро.

## Критике
- Тартиф Саше Торлаковића је ужасавајуће савремен, свакодневан, нимало демонски, сав доброхотан и благоглагољив готово до краја, рекло би се и сам ганут властитом добротом и дубоко уверен у сопствену моралну изузет(н)ост; истовремено, он је инвазиван и такорећи насилно пенетративан, немогуће га је избећи, склонити се од њега, сачувати здрав разум; или је могуће, изузетно, али то има (пре)високу цену. Колико је он индивидуално зло и поквареност, а колико пресек, производ и оспољење много већих сила, само експонент и службеник Машинерије која га далеко превазилази? Ко је, дакле, тај сомборско-новосадски Тартиф? - Теофил Панчић, Време[3]
- Полазећи од Молијерове изванредне комедије која безобзирно разобличава друштвено лицемерје, редитељ Игор Вук Торбица је направио заиста изузетну, прецизну, огољену и болно савремену представу. Она бескомпромисно разобличава све нас, наш лабилни морал, неодговорну лаковерност, пристајање на неприхватљиве услове живота. - Ана Тасић, Културни дневник РТС[3]
- Без погрешног корака у режији, глуми, музици, сценографији, без исклизнућа у досаду, баналност, дневну политику, бахатост, неопрезност. Све у њој виђено - с правом је мером. - Снежана Милетић, www.021.rs[3]
- Прожета духовитошћу, ова уметнички тако снажна и веома актуелна представа, високоестетизована а веома пријемчива, прворазредан је позоришни догађај. - Татјана Њежић, Блиц[3]
- Тартиф је врло озбиљна претња, озбиљнија од хипокиризје, готово демонска сила која се не појављује изненада и не решава ништа, сем „беде“ властитог Ја и заједништва. Између редова, она је свуда око нас, на телевизији, у новинама, у нашим домовима, животима, све празнијим од суштински битног садржаја. - Игор Бурић, дневник.рс[3]

## Награде
На 4. фестивалу „Позоришно пролеће“ у Шапцу (2019)
- Награда за најбољу женску улогу припала је Хани Селимовић за улогу Дорине
- Награда за најбољу мушку улогу припала је Саши Торлаковићу за улогу Тартифа
- Награда за најбољу режију припала је Игору Вуку Торбици.
- Награда за младу глумицу припала је Даници Грубачки за улогу Маријане
- Награда композитору Владимиру Пејковићу
- Награда за најбољу представу у целини

На 69. фестивалу професионалних позоришта Војводине (2019)
- Награда за најбољу представу у целини
- Награда занајбољу режију припала је Игору Вуку Торбици
- Глумачка награда за најбољу женску улогу припала је Хани Селимовић за улогу Дорине
- Глумачка награда за најбољу мушку улогу припала је Саши Торлаковићу за улогу Тартифа

На 22. Театар фесту „Петар Кочић“ у Бањој луци (2019)
- Награда за најбољу представу Фестивала
- Награда за најбољу режију припала је Игору Вуку Торбици
- Награда за најбољу глумицу фестивала припала је Хани Селимовић за улогу Дорине
- Награда за најбољег глумца фестивала припала је Саши Торлаковићу за улогу Тартифа
- Награда РТРС-а „Корак у храброст” припала је Игору Вуку Торбици за адаптацију и режију

На позоришном фестивалу 6. Буцини дани у Александровцу (2019)
- Гранд при „Милосав Буца Мирковић” - глумачко остварење фестивала - припао је Хани Селимовић за улогу Дорине
- Награда Златно зрно за најбољу женску улогу припала је Тијани Марковић за улогу Елмире
- Награда Златно зрно за најбољу мушку улогу припала је Марку Марковићу за улогу Клеанта

На 13. Позоришном фестивалу „Театар у једном дејству” у МладеновацМладеновцу (2019)
- Награда за најбољу представу Фестивала

На 24. Југословенском позоришном фестивалу „Без превода“ у Ужицу (2019)
- Специјална награда Ардалион за иновативну надоградњу драмске класике
- Награда редакције портала „Хоћу у позориште”
- Најбоља представа позоришној у сезони 2018/2019.
- Бијеналана награда Удружења драмских уметника Србије за режију „Бојан Ступица“, у 2019. години, припала је Игору Вуку Торбици.

## Улоге
| Лица               | Глумци            |
| ------------------ | ----------------- |
| Тартиф             | Саша Торлаковић   |
| Дорина             | Хана Селимовић    |
| Оргон              | Нинослав Ђорђевић |
| Елмира             | Тијана Марковић   |
| Клеант             | Марко Марковић    |
| Госпођа Пернел     | Биљана Кескеновић |
| Маријана           | Даница Грубачки   |
| Дамис              | Марко Савић       |
| Валер              | Душан Вукашиновић |
| Bacques            | Немања Бакић      |
| Судски извршитељ 1 | Милорад Капор     |
| Судски извршитељ 2 | Драган Шуша       |